# Osiris (djur)
Osiris är ett släkte av bin. Osiris ingår i familjen långtungebin.

## Dottertaxa tillOsiris, i alfabetisk ordning[1]
- Osiris acutiventris
- Osiris analis
- Osiris angustipes
- Osiris atriventris
- Osiris barrocoloradensis
- Osiris boliviensis
- Osiris carinicollis
- Osiris collaris
- Osiris duckei
- Osiris fasciatus
- Osiris fulvicornis
- Osiris guatemalensis
- Osiris latitarsis
- Osiris longiceps
- Osiris longipes
- Osiris marginatus
- Osiris maurus
- Osiris melanothrix
- Osiris mexicanus
- Osiris mourei
- Osiris nigrocinctus
- Osiris notaticollis
- Osiris opsionomus
- Osiris pallidus
- Osiris panamensis
- Osiris paraensis
- Osiris paraguayensis
- Osiris semiatratus
- Osiris stenolobus
- Osiris tarsatus
- Osiris variegatus